# セーデルマンランド地方
セーデルマンランド地方（セーデルマンランドちほう、Södermanland [ˈsø̂ːdɛrmanˌland, ˈsø̌ːdɛrmanland] ( 音声ファイル)）はスウェーデン中部スヴェアランドの地方の1つ。

## 自治体
- ストレングネース